# Fugenkreuz

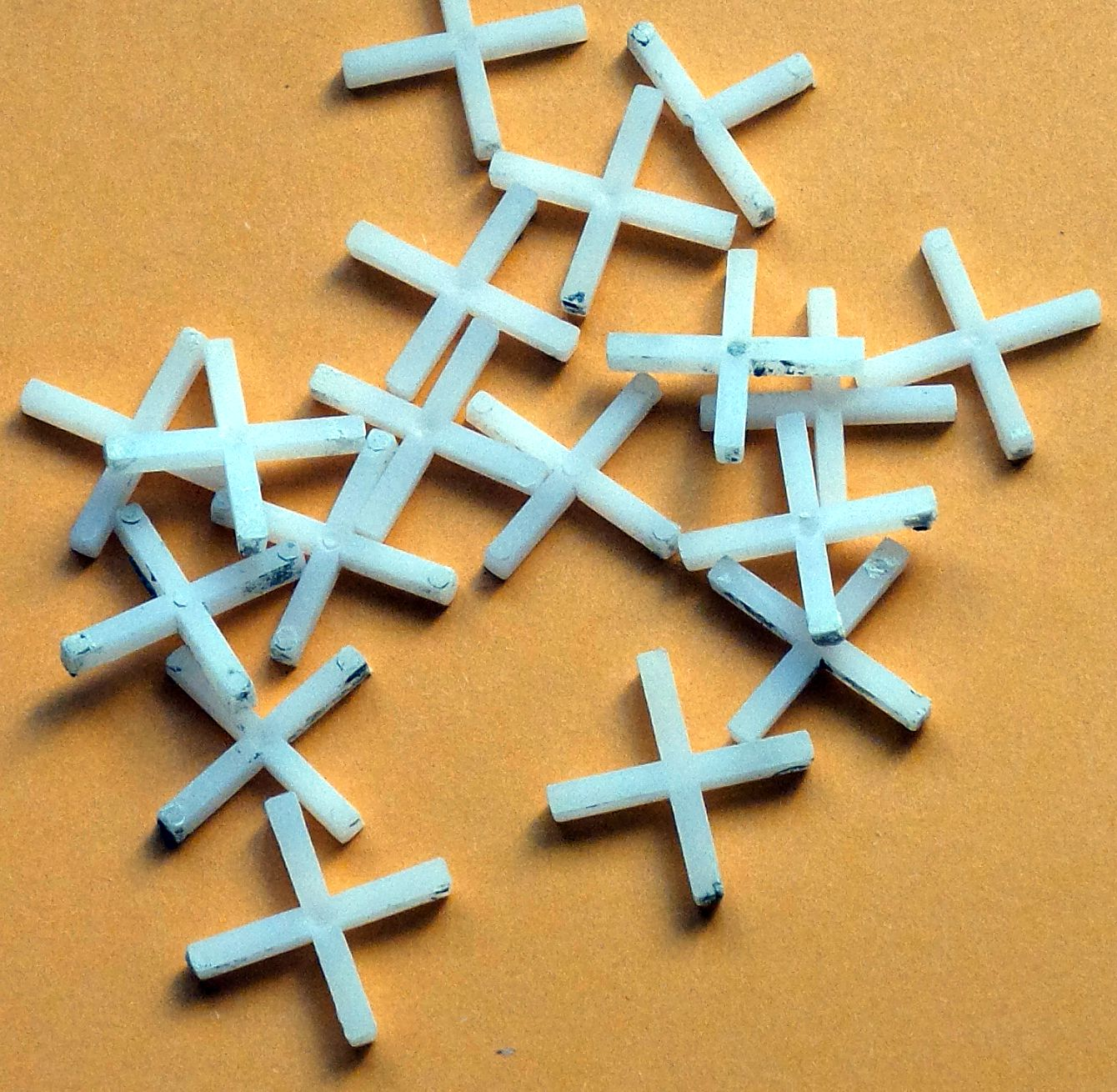
Fugenkreuze aus Plastik für 3 mm breite Fugen (gebraucht)

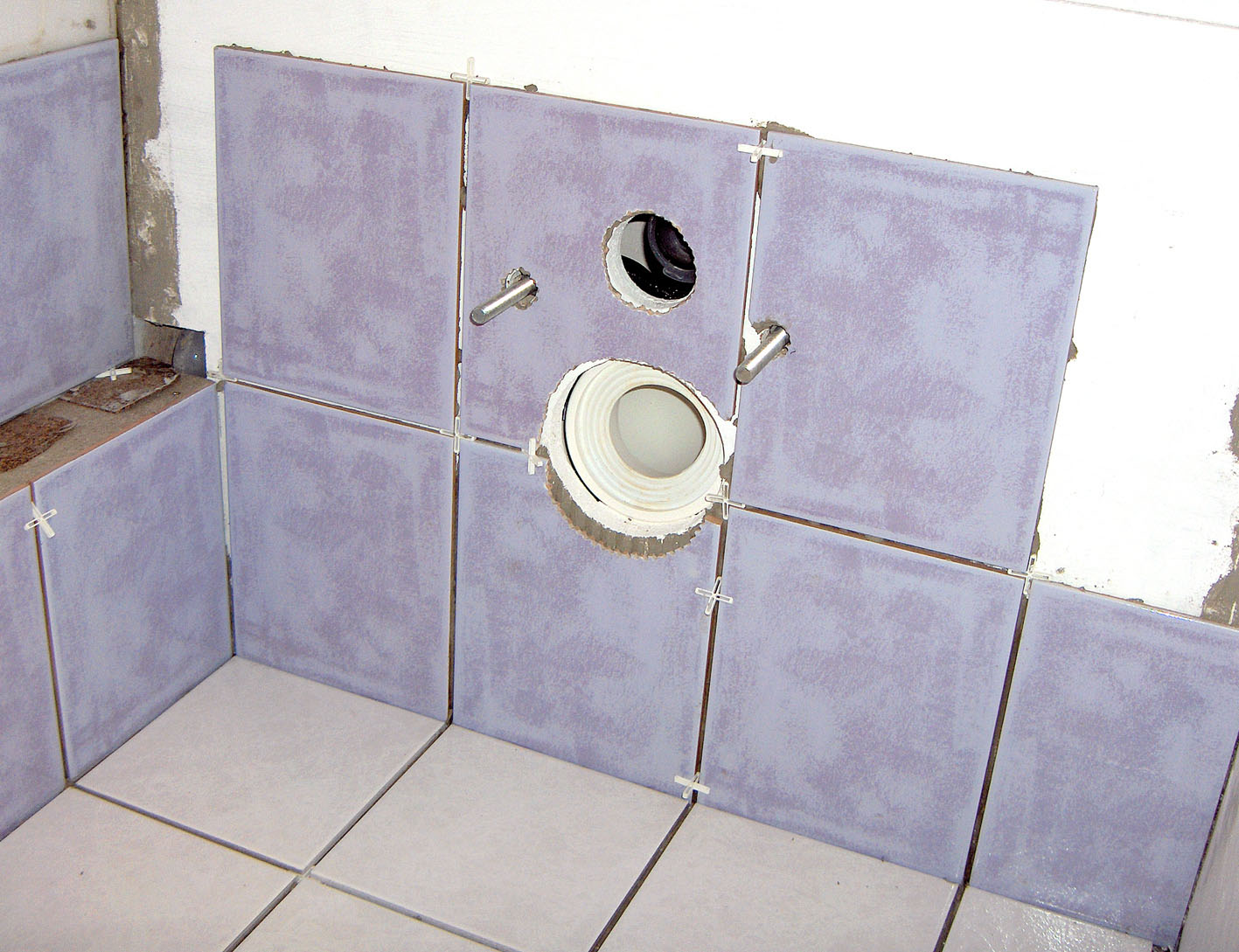
Fugenkreuze zwischen den an der Wand verlegten Fliesen: in der horizontalen Fuge sind einige Fugenkreuze vollständig von 4 Fliesen umgeben; oben und unten befinden sich nicht alle 4 Fliesen in derselben Ebene, sodass nur jeweils einer der vier Schenkel zwischen die Fliesen gesteckt wurde

Ein Fugenkreuz, auch Fliesenabstandshalter genannt, ist ein beim Verlegen von rechteckigen Fliesen gebrauchtes Hilfsmittel. Die wenige Zentimeter langen Schenkel dieses meistens aus Kunststoff bestehenden vierschenkligen Kreuzes haben die Breite der zwischen den Fliesen zu erstellenden Fugen. Ihre Dicke ist etwas kleiner der Dicke der zu verlegenden Fliesen. In jede 90°-Innenecke stößt eine Fliese an das Kreuz, bzw. jede rechteckige Fliese ist nach dem Ankleben von vier Fugenkreuzen umgeben. Vor dem Verfugen werden die Kreuze entfernt oder in den noch nicht erhärteten Fliesenkleber hineingedrückt.
Als Variante gibt es 3-schenklige Fugen-"Kreuze" ("T-Form") zum Verlegen von Fliesen bis in eine Wandecke. 
Für das Verlegen relativ dicker Bodenplatten auf Sand oder Kies meist im Freien gibt es Fugenkreuze mit darunter angebrachtem Bodenring. Sie sind weniger hoch als die Platten und verbleiben in den Fugen. Auf dem Bodenring liegen je eine Ecke der benachbarten Platten, sodass sie alle gleich hoch positioniert sind und keinen Überzahn aufweisen.

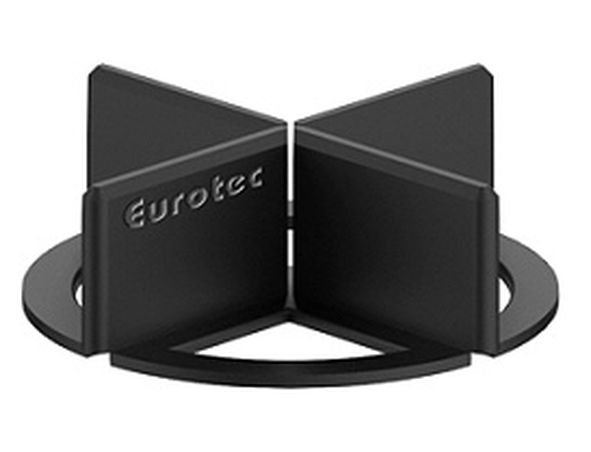
Fugenkreuz mit Bodenring für dicke Bodenplatten